# Lars-Nila Lasko
Lars Nila (Lars-Nila) Lasko, född 18 mars 1957 i Arjeplogs församling, Norrbottens län, är en svensk-samisk jurist.

## Biografi
Lars-Nila Lasko är son till Sixten Ludwig Lasko (1914–1972), konstnär och tidigare renskötare i Luokta-Mávas sameby i pitesamiskt område, och Nanna Constancia Olsson (född 1919 i Lund). Han studerade statsvetenskap vid Umeå universitet 1981/82 och juridik vid Uppsala universitet 1982–1986. Han tingsmeriterades vid Haparanda tingsrätt 1986–1989 och var 1989–1996 sektionschef vid Nordiskt-samiskt institut i Kautokeino. Han var därefter kanslichef för Sametinget i Kiruna 1996–2005.
Lars-Nila Lasko var ordförande i Riksorganisationen Same Ätnam 1987–1991 och 2005–2012. Han var ledamot av Sametinget 1993–1996 för Sametingspartiet Same Ätnam och styrelseledamot i Nordiska samerådet 1983–1991. Han är ordförande i Samiska rättsförbundet och bor i Arjeplog.